# Station Geschichte (Polen)
Das Janusz-Kurtyka-Bildungszentrum des Instituts für Nationales Gedenken „Station Geschichte“ (Polnisch: Przystanek Historia) ist ein Kultur- und Fortbildungszentrum in Warschau, das sich mit der Popularisierung von Zeitgeschichte beschäftigt und zugleich auf die zahlreichen Aktivitäten des Instituts für Nationales Gedenken (IPN) aufmerksam macht. Unter dem Dach der „Station Geschichte“ werden inzwischen Projektreihen auch in anderen Orten Polens und im Ausland umgesetzt.

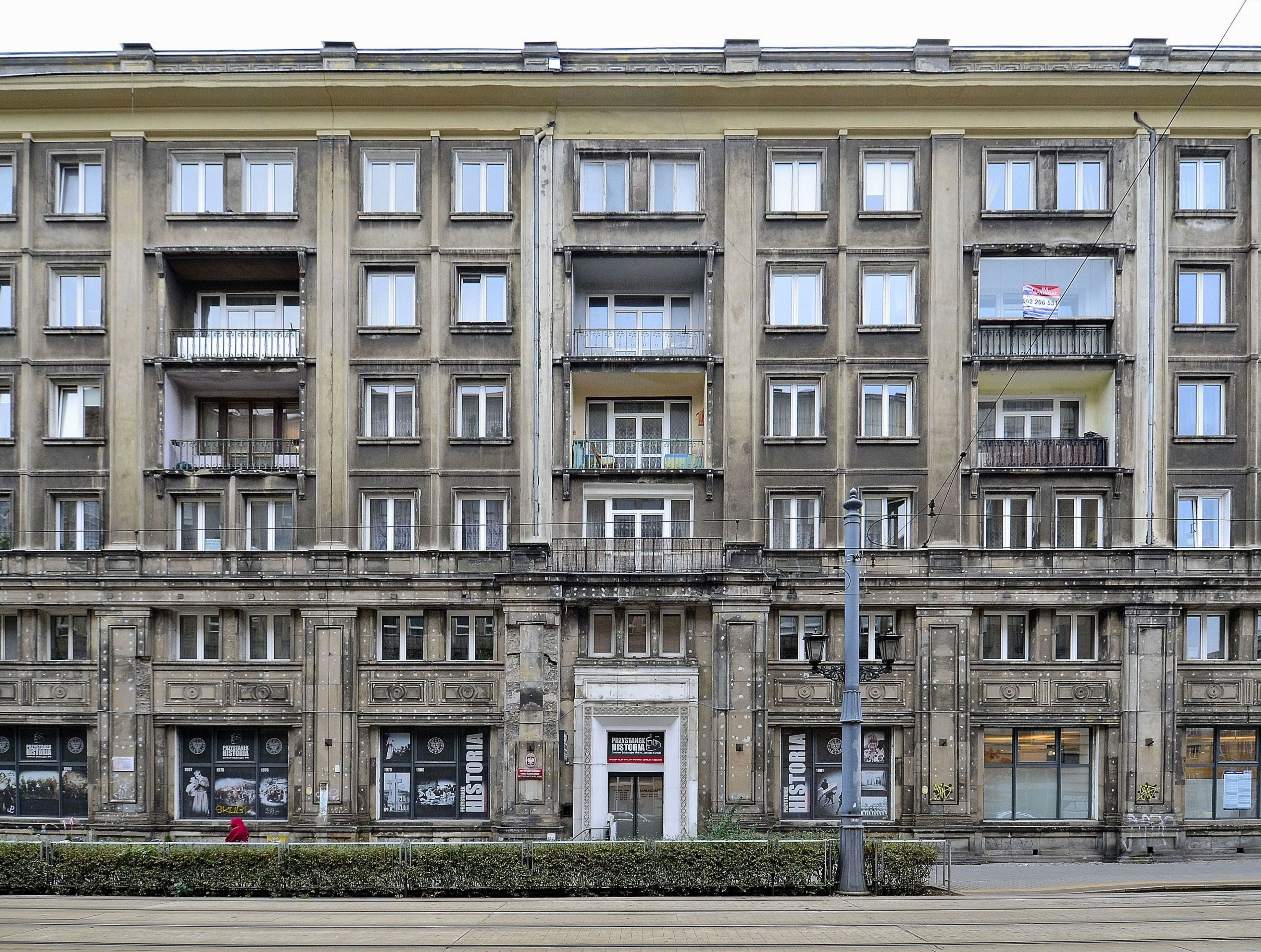
Sitz des Janusz-Kurtyka-Bildungszentrums des Instituts für Nationales Gedenken „Station Geschichte“ in der Marszałkowska 21/25 in Warschau

## Entstehung und Entwicklung
Ende 2006 eröffnete das Institut für Nationales Gedenken (IPN) in den Räumlichkeiten der Marszałkowska 21/25 in Warschau ein Ausstellungs- und Konferenzzentrum. Von Anfang an fanden dort auch Buchpräsentationen, Podiumsdiskussionen oder etwa Begegnungen mit Zeitzeugen statt. Der Name „Station Geschichte“ wurde Ende 2009 angenommen. 2010 wurde das Zentrum nach Janusz Kurtyka benannt, dem kurz davor beim Flugunfall von Smolensk 2010 verstorbenen Leiter des IPN.
Im Laufe der Zeit erweiterte das Zentrum seine Angebotspalette und entwickelte eine enge Zusammenarbeit mit zahlreichen Partnern, darunter Schulen. Am Standort Warschau wurden eine Bibliothek und eine Buchhandlung eröffnet. Das Zentrum beteiligt sich seit Jahren an der Langen Nacht der Museen.
2012 entstand in Białystok die erste „Station Geschichte“ außerhalb Warschaus. 2015 wurde mit dem Aufbau eines einheitlichen landesweiten Netzwerks von Bildungszentren nach dem Warschauer Muster begonnen. Allein im Jahre 2015 wurden mehrere Dutzend „Stationen Geschichte“ in Polen und eine weitere in Vilnius eröffnet. Bereits 2019 konnte im lettischen Daugavpils die zehnte Filiale im Ausland eröffnet werden.
Aufgrund der COVID-19-Pandemie wurden 2020 zahlreiche Aktivitäten der „Station Geschichte“ ins Netz verlegt.